# Godega di Sant'Urbano
Godega di Sant'Urbano une commune italienne d'environ 6 200 habitants située dans la province de Trévise dans la région Vénétie, dans le nord-est de l'Italie.

## Administration
| Période                                  | Période | Identité | Étiquette | Qualité |
| ---------------------------------------- | ------- | -------- | --------- | ------- |
|                                          |         |          |           |         |
| Les données manquantes sont à compléter. |         |          |           |         |

### Hameaux
Pianzano, Bibano

### Communes limitrophes
Codognè, Colle Umberto, Cordignano, Gaiarine, Orsago, San Fior